# Polnische Meisterschaften im Biathlon 2012
Die 45. Polnischen Meisterschaften im Biathlon 2012 fanden aus Termingründen schon am 28. und 29. Dezember 2011 in Jakuszyce statt. Karolina Pitoń gewann ihren ersten nationalen Titel, Rekordmeister Tomasz Sikora gewann alle möglichen fünf Titel. Bei den Frauen wurde Krystyna Pałka dreifache Meisterin und einmal Vizemeisterin, Weronika Nowakowska-Ziemniak zweimal Meisterin sowie je einmal Vizemeisterin und Gewinnerin der Bronzemedaille.

## Männer

### Einzel – 20 km
| Platz | Starter             | Verein             | Zeit    | Schießfehler |
| ----- | ------------------- | ------------------ | ------- | ------------ |
| 1     | Tomasz Sikora       | AZS AWF Katowice   | 58.27,3 | 4            |
| 2     | Mirosław Kobus      | AZS AWF Katowice   | +58,7   | 2            |
| 3     | Rafał Lepel         | AZS AWF Katowice   | +2.28,7 | 4            |
| 4     | Grzegorz Bril       | BKS WP Kościelisko | +2.39,4 | 4            |
| 5     | Łukasz Szczurek     | BKS WP Kościelisko | +2.50,9 | 5            |
| 6     | Krzysztof Pływaczyk | BKS WP Kościelisko | +3.28,9 | 7            |

Datum: 24. März 2012

### Sprint – 10 km
| Platz | Starter             | Verein                      | Zeit    | Schießfehler |
| ----- | ------------------- | --------------------------- | ------- | ------------ |
| 1     | Tomasz Sikora       | AZS AWF Katowice            | 27:28.5 | 1            |
| 2     | Łukasz Szczurek     | BKS WP Kościelisko          | +4.3    | 1            |
| 3     | Adam Kwak           | BKS WP Kościelisko          | +42.4   | 2            |
| 4     | Krzysztof Pływaczyk | BKS WP Kościelisko          | +1:29.6 | 4            |
| 5     | Rafał Lepel         | AZS AWF Katowice            | +1:54.7 | 4            |
| 6     | Łukasz Słonina      | AZS AWF Wrocław             | +1:56.1 | 2            |
| 7     | Miroslaw Lelek      | Czechy                      | +2:16.9 | 3            |
| 8     | Grzegorz Bril       | AZS AWF Katowice            | +2:19.8 | 5            |
| 9     | Mateusz Zawół       | MKS Karkonosze Jelenia Góra | +3:03.9 | 2            |
| 10    | Bartłomiej Gwałt    | UKN Melafir Czarny Bór      | +3:25.1 | 4            |

Datum: 28. Dezember 2011

### Verfolgung – 12,5 km
| Platz | Starter             | Verein             | Zeit     | Schießfehler |
| ----- | ------------------- | ------------------ | -------- | ------------ |
| 1     | Tomasz Sikora       | AZS AWF Katowice   | 39.35,9  | 3            |
| 2     | Mirosław Kobus      | AZS AWF Katowice   | + 2.20,5 | 4            |
| 3     | Rafał Lepel         | AZS AWF Katowice   | + 2.37,4 | 6            |
| 4     | Grzegorz Bril       | AZS AWF Katowice   | + 3.45,6 | 6            |
| 5     | Krzysztof Pływaczyk | BKS WP Kościelisko | + 4.26,4 | 7            |
| 6     | Łukasz Szczurek     | BKS WP Kościelisko | + 5.11,3 | 8            |

Datum: 25. März 2012

### Massenstart – 15 km
| Platz | Starter             | Verein             | Zeit    | Schießfehler |
| ----- | ------------------- | ------------------ | ------- | ------------ |
| 1     | Tomasz Sikora       | AZS AWF Katowice   | 39.37,6 | 3            |
| 2     | Krzysztof Pływaczyk | BKS WP Kościelisko | 40.14,9 | 4            |
| 3     | Łukasz Szczurek     | AZS AWF Katowice   | 40.22,4 | 4            |
| 4     | Adam Kwak           | BKS WP Kościelisko | 40.27,0 | 4            |
| 5     | Rafał Lepel         | AZS AWF Katowice   | 42.43,4 | 5            |
| 6     | Grzegorz Bril       | AZS AWF Katowice   | 43.03,0 | 9            |

Datum: 29. Dezember 2011

### Staffel 4 × 7,5 km
| Platz | Starter            | Verein                                                            | Zeit             |
| ----- | ------------------ | ----------------------------------------------------------------- | ---------------- |
| 1     | AZS AWF Katowice   | Mirosław Kobus Tomasz Sikora Grzegorz Bril Rafał Lepel            | 1:30.10,9 (4+10) |
| 2     | BKS WP Kościelisko | Grzegorz Jakubowicz Adam Kwak Krzysztof Pływaczyk Łukasz Szczurek | + 1.38,1 (1+10)  |
| 3     | AZS AWF Wrocław    | Piotr Kotas Mateusz Steć Przemysław Sobies Łukasz Słonina         | + 8.39,3 (4+13)  |

Datum: 24. März 2012

## Frauen

### Einzel – 15 km
| Platz | Starter                      | Verein                  | Zeit    | Schießfehler |
| ----- | ---------------------------- | ----------------------- | ------- | ------------ |
| 1     | Krystyna Pałka               | AZS AWF Katowice        | 52.57,7 | 4            |
| 2     | Agnieszka Cyl                | Karkonosze Jelenia Góra | +59,7   | 3            |
| 3     | Weronika Nowakowska-Ziemniak | AZS AWF Katowice        | +1.15,7 | 4            |
| 4     | Magdalena Gwizdoń            | BLKS Żywiec             | +3.16,3 | 2            |
| 5     | Paulina Bobak                | AZS AWF Katowice        | +3.16,5 | 1            |
| 6     | Monika Hojnisz               | UKS Lider Katowice      | +4.08,4 | 4            |

Datum: 24. März 2012

### Sprint – 7,5 km
| Platz | Starter             | Verein                          | Zeit    | Schießfehler |
| ----- | ------------------- | ------------------------------- | ------- | ------------ |
| 1     | Karolina Pitoń      | BKS WP Kościelisko              | 24:53.7 | 2            |
| 2     | Krystyna Pałka      | UKS Lider Katowice              | +13.7   | 5            |
| 3     | Monika Hojnisz      | UKS Lider Katowice              | +56.4   | 3            |
| 4     | Magdalena Gwizdoń   | BLKS Żywiec                     | +59.4   | 4            |
|       | Paulina Bobak       | AZS AWF Katowice                | +59.4   | 3            |
| 6     | Katarzyna Leja      | BKS WP Kościelisko              | +2:10.8 | 3            |
| 7     | Anna Mąka           | BKS WP Kościelisko              | +2:13.6 | 2            |
| 8     | Karolina Batożyńska | BKS WP Kościelisko/SMS Zakopane | +2:18.7 | 2            |
| 9     | Beata Szymańczak    | AZS AWF Katowice                | +2:22.8 | 4            |
| 10    | Kinga Mitoraj       | BKS WP Kościelisko/SMS Zakopane | +3:11.6 | 4            |

Datum: 28. Dezember 2011

### Verfolgung – 10 km
| Platz | Starter                      | Verein                  | Zeit     | Schießfehler |
| ----- | ---------------------------- | ----------------------- | -------- | ------------ |
| 1     | Krystyna Pałka               | AZS AWF Katowice        | 32.22,7  | 3            |
| 2     | Weronika Nowakowska-Ziemniak | AZS AWF Katowice        | + 55,8   | 2            |
| 3     | Agnieszka Cyl                | Karkonosze Jelenia Góra | + 2.06,8 | 4            |
| 4     | Paulina Bobak                | AZS AWF Katowice        | + 3.14,1 | 2            |
| 5     | Magdalena Gwizdoń            | BLKS Żywiec             | + 7.25,0 | 8            |
| 6     | Monika Hojnisz               | UKS Lider Katowice      | + 8.35,9 | 4            |

Datum: 25. März 2012

### Massenstart – 12,5 km
| Platz | Starter             | Verein             | Zeit    | Schießfehler |
| ----- | ------------------- | ------------------ | ------- | ------------ |
| 1     | Weronika Nowakowska | AZS AWF Katowice   | 38.44,3 | 6            |
| 2     | Monika Hojnisz      | UKS Lider Katowice | 40.16,5 | 7            |
| 3     | Karolina Pitoń      | BKS WP Kościelisko | 41.07,6 | 6            |
| 4     | Paulina Bobak       | AZS AWF Katowice   | 41.59,5 | 7            |
| 5     | Magdalena Gwizdoń   | BLKS Żywiec        | 42.27,7 | 10           |
| 6     | Beata Szymańczak    | AZS AWF Katowice   | 43.14,6 | 10           |

Datum: 29. Dezember 2011

### Staffel 4 × 6 km
| Platz | Starter                     | Verein                                                               | Zeit             |
| ----- | --------------------------- | -------------------------------------------------------------------- | ---------------- |
| 1     | AZS AWF Katowice            | Patrycja Hojnisz Weronika Nowakowska Krystyna Pałka Beata Szymańczak | 1:33.57,2 (6+17) |
| 2     | BKS WP Kościelisko          | Maria Bukowska Karolina Pitoń Katarzyna Leja Anna Mąka               | + 4.52,7 (0+6)   |
| 3     | MKS Karkonosze Jelenia Góra | Kamila Buchla Magdalena Nykiel Iga Kordasiewicz Agnieszka Cyl        | + 11.27,7 (4+19) |

Datum: 24. März 2012